# Justice for All
«Justice for All» (с англ. — «Правосудие для всех») — благотворительная запись президента США Дональда Трампа и тюремного хора J6 Prison Choir, состоящего из примерно 20 человек, заключённых в тюрьму за участие в нападение на Капитолий США 6 января 2021 года. Прибыль от песни направлена на юридическую помощь людям, заключённым в тюрьму за нападение. Песня была спродюсирована неизвестным исполнителем.
Сингл дебютировал на первом месте американского чарта цифровых продаж песен Digital Song Sales журнала Billboard.

## История
6 января 2021 года тогдашний президент США Дональд Трамп подозревался в подстрекательстве к нападению на Капитолий Соединенных Штатов в попытке вмешаться и отменить результаты выборов Джо Байдена. Нападение было связано с девятью смертями, включая самоубийства сотрудников правоохранительных органов, и около 1000 человек были обвинены в преступлениях в связи с нападением. После нападения Трамп признался в финансовой поддержке лиц, обвинённых в преступлениях, и пообещал рассмотреть возможность полного помилования участников беспорядков, если он будет избран президентом в 2024 году.

## Композиция
Песня состоит из декламации Трампом клятвы верности Соединенным Штатам, перемежающейся пением тюремного хора J6 «Гимна США» с эмбиентным бэк-треком. Песня заканчивается тем, что хор трижды скандирует «U-S-A!». Часть «Клятвы верности» была записана в доме Трампа в Мар-а-Лаго (штат Флорида), а пение хора было записано через тюремный телефон.

## Коммерческий успех
Песня Дональда Дж. Трампа и тюремного хора J6 «Justice for All» вошла в чарт цифровых продаж песен Digital Song Sales журнала Billboard (от 25 марта) под номером 1. По данным Luminate, с 10 по 16 марта было продано 33 000 скачиваний.

## Музыкальное видео
Официальное музыкальное видео на песню было выпущено 11 марта 2023 года на веб-сайте Rumble. В клипе показаны кадры интерьера и экстерьера тюрьмы, в которой содержатся члены J6 Prison Chior. Также показаны кадры с Трампом во время различных событий в период его первого президентского срока, стоковые кадры памятников Вашингтона, а также кадры нападения на Капитолий США 6 января. В конце песни на экране появляются слова «Поддерживая определённых заключенных, которым отказано в конституционных правах».

## Отзывы
Барб Маккуэйд, профессор права Мичиганского университета и бывший адвокат, назвала песню «тактикой дезинформации прямо из учебника авторитаризма». Некоторые интернет-пользователи также отреагировали негативно, назвав Трампа «самовлюбленным» за песню. По состоянию на 31 марта 2023 года песню на YouTube просмотрели более 865 000 раз.

### Использование на митингах президентской кампании Трампа 2024 года
Песня была использована в качестве вступительной части на первом митинге кампании Трампа 2024 года в Уэйко, штат Техас.

## Чарты
| Чарт (2023)                                     | Высшая позиция |
| ----------------------------------------------- | -------------- |
| США (Digital Songs Sales, Billboard)            | 1              |
| США (Bubbling Under Hot 100 Singles, Billboard) | 4              |